# Louise Cornaz
Louise Cornaz (Cudrefin, 12 januari 1850 - aldaar, 11 maart 1914) was een Zwitserse schrijfster en redactrice.

## Biografie
Louise Cornaz was een dochter van Auguste Cornaz. Van 1864 tot 1866 verbleef ze in een internaat in Esslingen am Neckar. Ze werkte voor verscheidene kranten en publiceerde onder het pseudoniem Joseph Autier verschillende romans en verhalenbundels, zoals Marius Maurel in 1885, Accords brisés in 1886 en Mademoiselle la nièce in 1908. Ze schreef ook jeugdboeken, zoals Les Hauts Faits de la bande des Ormes uit 1911, en biografieën, zoals Madame Récamier uit 1900. Tevens vertaalde ze werken van Engelse auteurs, waaronder Ben Hur. Ze was in 1907 de eerste redactrice van het Bulletin féminin van de Unions de femmes de la Suisse romande.

## Werken
- Marius Maurel, 1885.
- Accords brisés, 1886.
- Madame Récamier, 1900.
- Mademoiselle la nièce, 1908.
- Les Hauts Faits de la bande des Ormes, 1911.